# Rögbi az 1920. évi nyári olimpiai játékokon
Az 1920. évi nyári olimpiai játékokon a rögbiben két csapat, Egyesült Államok és Franciaország indult, az amerikai csapat 8–0-ra nyerte az egyetlen mérkőzést.

## Éremtáblázat
(Az egyes számoszlopok legmagasabb értéke, vagy értékei vastagítással kiemelve.)
| Az 1920. évi nyári olimpiai játékok éremtáblázata rögbiben. | Az 1920. évi nyári olimpiai játékok éremtáblázata rögbiben. | Az 1920. évi nyári olimpiai játékok éremtáblázata rögbiben. | Az 1920. évi nyári olimpiai játékok éremtáblázata rögbiben. | Az 1920. évi nyári olimpiai játékok éremtáblázata rögbiben. | Olimpia  |
| ----------------------------------------------------------- | ----------------------------------------------------------- | ----------------------------------------------------------- | ----------------------------------------------------------- | ----------------------------------------------------------- | -------- |
|                                                             | Ország                                                      | Arany                                                       | Ezüst                                                       | Bronz                                                       | Összesen |
| 1.                                                          | Egyesült Államok (USA)                                      | 1                                                           | 0                                                           | 0                                                           | 1        |
| 2.                                                          | Franciaország (FRA)                                         | 0                                                           | 1                                                           | 0                                                           | 1        |
|                                                             |                                                             |                                                             |                                                             |                                                             |          |
| Összesen                                                    | Összesen                                                    | 1                                                           | 1                                                           | 0                                                           | 2        |

## Érmesek
| Az 1920. évi nyári olimpiai játékok érmesei rögbiben | Az 1920. évi nyári olimpiai játékok érmesei rögbiben | Az 1920. évi nyári olimpiai játékok érmesei rögbiben | Az 1920. évi nyári olimpiai játékok érmesei rögbiben |
| --- | --- | ---------------------------------------------------- | ---------------------------------------------------- |
| Arany | Ezüst | Bronz                                                |                                                      |
| Egyesült Államok (USA) | Franciaország (FRA) | Nem adták ki                                         |                                                      |
| Daniel Carroll Charles Doe George Fish James Fitzpatrick Joseph Hunter Morris Kirksey Charles Mehan John Muldoon John O’Neil John Patrick Cornelius Righter Rudy Scholz Robert L. Templeton Charles Lee Tilden, Jr. Heaton Wrenn Babe Slater James Winston Heaton Wrenn | Edouard Bader François Borde Adolphe Bousquet Jean Bruneval Alphonse Castex André Chilo René Crabos Curtet Alfred Eluère Jacques Forestier Grenet Maurice Labeyrie Robert Levasseur Pierre Petiteau Raoul Thiercelin Raymond Berrurier Constant Lamaignière Eugène Soulié Robert Thierry |                                                      |                                                      |

## Eredmény
| 1920. szeptember 5. |  | Egyesült Államok (USA) | 8 – 0 | Franciaország |  |  |
| 1920. szeptember 5. |  |                        |       |               |  |  |

| Az 1920. évi nyári olimpiai játékok rögbitornájának olimpiai bajnoka |
| · EGYESÜLT ÁLLAMOK · 1. cím                                          |
| -------------------------------------------------------------------- |